# 용인시 처인구의 국회의원

## 행정구역 변천
- 2005년 10월 31일 경기도 용인시 처인구 설치

## 용인시처인구의 역대 국회의원
| 대수   | 이름           | 소속정당     | 임기                            | 선거구역                                      |
| ------ | -------------- | ------------ | ------------------------------- | --------------------------------------------- |
| 제18대 | 우제창(禹濟昌) | 통합민주당   | 2008년 5월 30일~2012년 5월 29일 | 용인시 처인구 일원                            |
| 제19대 | 이우현(李愚鉉) | 새누리당     | 2012년 5월 30일~2016년 5월 29일 | 용인시 갑: 처인구 일원, 기흥구 마북동, 동백동 |
| 제20대 | 이우현(李愚鉉) | 새누리당     | 2016년 5월 30일~2019년 5월 30일 | 용인시 갑: 처인구 일원                        |
| 제21대 | 정찬민(鄭燦敏) | 미래통합당   | 2020년 5월 30일~2023년 8월 18일 | 용인시 갑: 처인구 일원                        |
| 제22대 | 이상식(李相植) | 더불어민주당 | 2024년 5월 30일~                | 용인시 갑: 처인구 일원                        |

## 같이 보기
- 용인시 갑
- 용인시 갑 (2000년 선거구)
- 용인시 처인구 (선거구)
- 용인시의 국회의원
- 용인시 기흥구의 국회의원
- 용인시 수지구의 국회의원